# مناطق النيجر
تنقسم النيجر إلى 7 مناطق (بالأنجليزية Regions بالفرنسية: régions; مفردها:  région) وتسمى بأسماء عواصمها (مدنها) وتقسم هذه المناطق إلى 36 إدارة (Département) . وهذه الإدارات تم تقسيمها إلى 265 شعبية (Commune) أصغر مختلفة الأنواع حيث يتم تقسيم هذه البلديات إلى: شعبيات حضرية (وهي تلك التي تضم تجمعات بشرية كبيرة) وشعبيات ريفية (و هي قليلة السكان وغالبا ما تقع في المناطق الحدودية أو الصحراوية) وأخيرا المواقع التنفيذية وتمثل المساحات أكبر من الصحراء الغير مأهولة بالإضافة إلى المناطق العسكرية.

## المناطق الحالية
| المنطقة                  | المساحة (كم2) | التعداد السكاني (تعداد 2012) |
| ------------------------ | ------------- | ---------------------------- |
| منطقة أغاديس Agadez      | 667,799       | 487,620                      |
| منطقة ديفا Diffa         | 156,906       | 593,821                      |
| منطقة دوسو Dosso         | 33,844        | 2,037,713                    |
| منطقة مرادي Maradi       | 41,796        | 3,402,094                    |
| نيامي Niamey             | 402           | 1,026,848                    |
| منطقة طاوة Tahoua        | 113,371       | 3,328,365                    |
| منطقة تيلابيري Tillabéri | 97,251        | 2,722,842                    |
| منطقة زيندر Zinder       | 155,778       | 3,539,764                    |

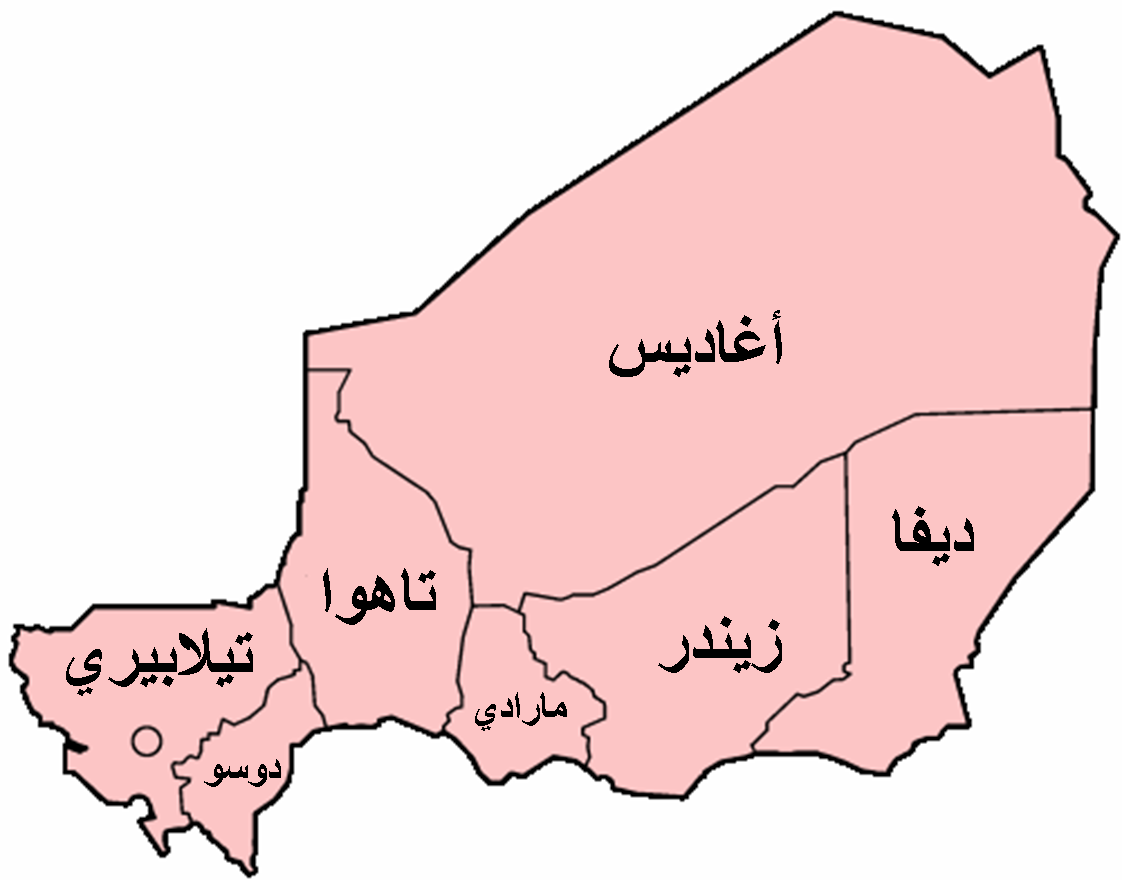
مناطق النيجر

- بالإضافة إلى كونها العاصمة الوطنية ، نيامي تعتبر أيضاً عاصمة مقاطعة.

## هيكل الإدارة الحالي
المناطق مقسمة إلى إدارات (Département) وشعبيات (Commune). من عام 2005 توجد 36 إدارة مقسمة إلى 265 شعبية و122 كنتون (Canton ) و81 مجموعة إدارية (Groupement) . الكنتونات والمجموعات إدارية لا تشملها الشعبيات الحضرية (تعداد السكان فوق 10000) والشعبيات الريفية (تعداد السكان يقارب 13 مليون) وتحكم بواسطة الإدارات.  الشعبيات من عام 2009 تدار بواسطة مجالس منتخبة وعمدة. وهناك أيضاً سلطنات (Sultanate) ومحافظات (Province) ومناطق قبلية (Tribus) . تقدر الحكومة النيجرية بأنه هناك ما يقارب 17000 قرية تدار بواسطة شعبيات ريفية ، بينما هناك عدد من الأرباع (Quartier) تدار بواسطة شعبيات حضرية .

## إعادة الهيكلة
قبل برنامج التفويض في عام 1999 إلى عام 2006 ، المناطق لقبت بالإدارات. الإدارات الحالية كان يطلق عليها دوائر (Arrondissement) .

### تقسيم 1992
إدارة تيلابيري (Tillabéri) أنشئت في عام 1992 عندما انقسمت منطقة نيامي (كانت تسمى إدارة في ذلك الوقت) والمنطقة خارج نيامي تم إعادة تسميتها كمقاطعة العاصمة.

## التطور التاريخي
قبل الاستقلال ، قسمت النيجر إلى 16 دائرة (Cercles) كمستوى إداري ثاني، وكانت الدوائر كالأتي :  أغاديس (Agadez) وبيرني أنكوني (Birni N'Konni) ودوغوندوتشي (Dogondoutchi) ودوسو (Dosso) وفيلنغوي (Filingué) وجوري (Gouré) ومادوا (Madaoua) وماغيريا (Magaria) ومرادي (Maradi) وأنغوجمي (N'Guigmi) ونيامي (Niamey) وتاهوا (Tahoua) وتيرا (Téra) وتيساوا (Tessaoua) وتيلابيري (Tillabéry) وزندر (Zinder). أسماء عواصم هذه الدوائر هي نفس أسماءها.
بعد الاستقلال في 31 ديسمبر عام 1961 أنشأ قانون تنظيم المناطق 31 قسم (Circonscription) . الدوائر الاستعمارية (Cercle) استمرت في وجودها وخدمت كمستوى إداري أعلى من الأقسام (Circonscription) . أربعة دوائر وهي (دوغوندوتشي وفيلنغوي وأنغوجمي وتيرا) تحتوى على قسم واحد. ثم أتي قانون 14 أغسطس 1964 الذي نظم الدولة إلى 7 إدارات متبنياً تسميات المستوى الإداري الثاني الفرنسي ، بالمقارنة إلى الجارة مالي استمرت بالعمل في دوائر ومناطق الاستعمار.